# Parafia św. Wawrzyńca we Wrocławiu-Żernikach
Parafia Świętego Wawrzyńca we Wrocławiu-Żernikach znajduje się w dekanacie Wrocław zachód (Leśnica) w archidiecezji wrocławskiej. Jej proboszczem jest ks. Grzegorz Trawka. Obsługiwana przez księży archidiecezjalnych. Erygowana w XIII wieku. Mieści się przy ulicy Żernickiej.

## Galeria

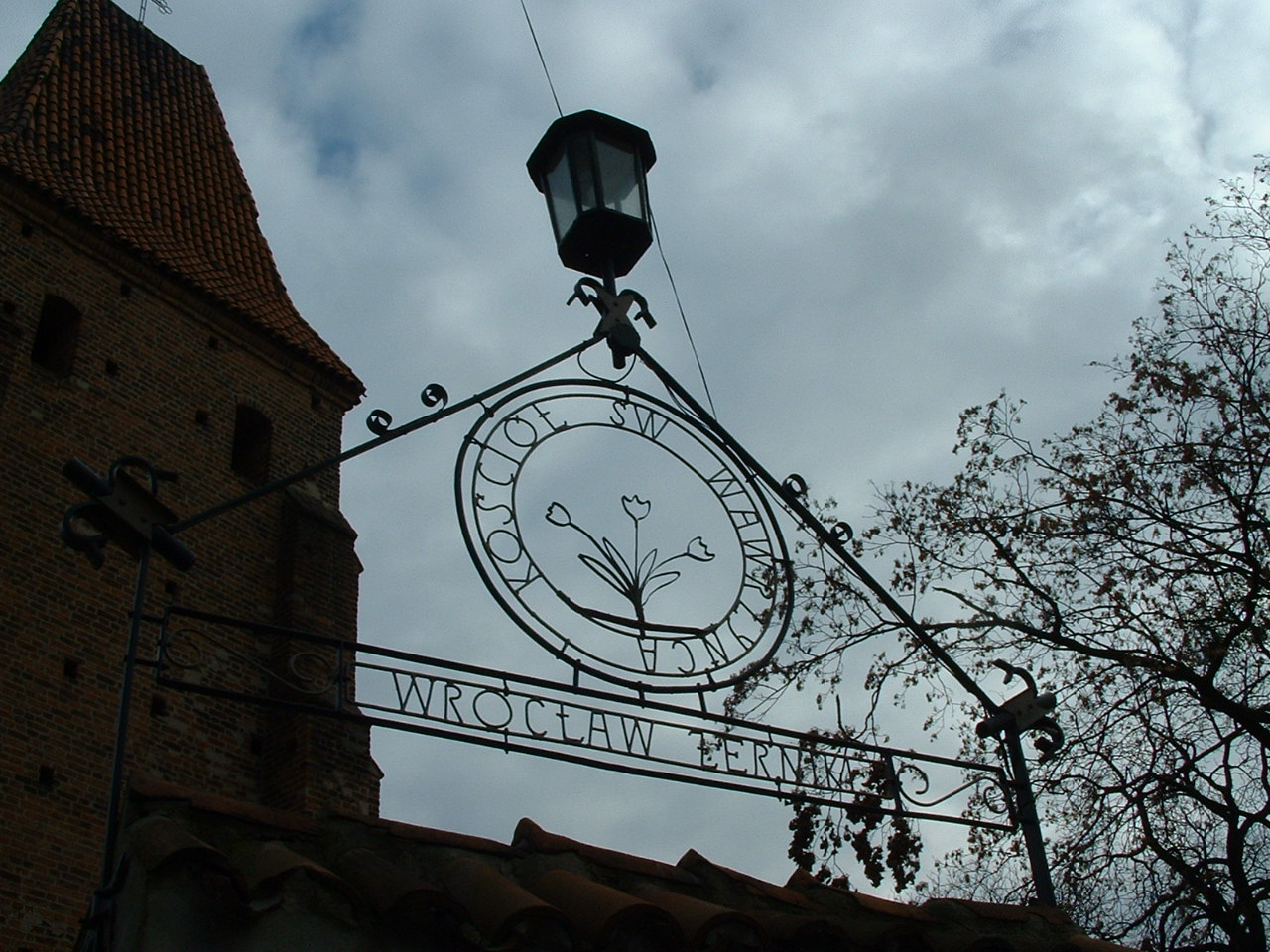
Brama kościoła w Żernikach
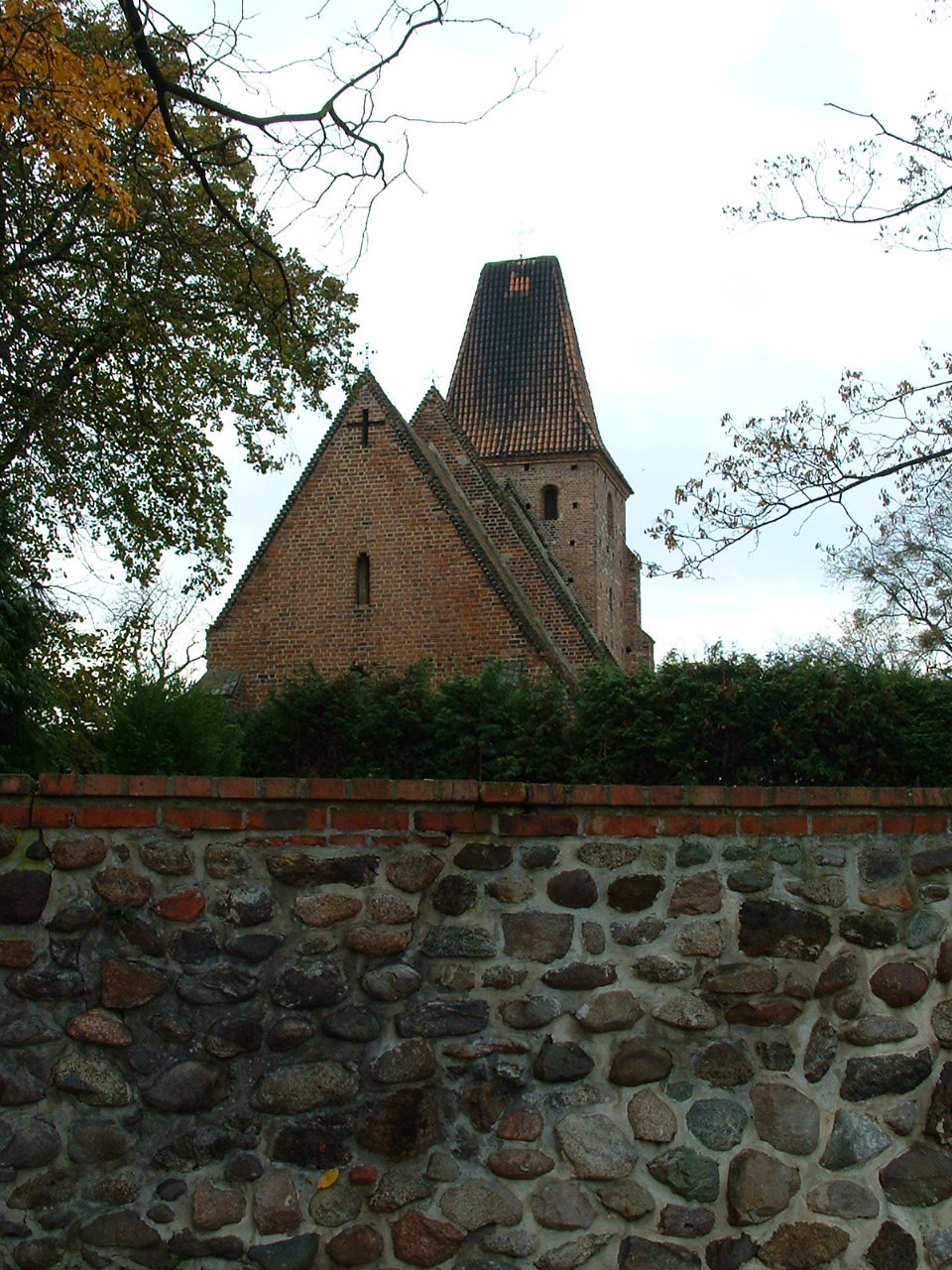
Kościół w Żernikach - tył
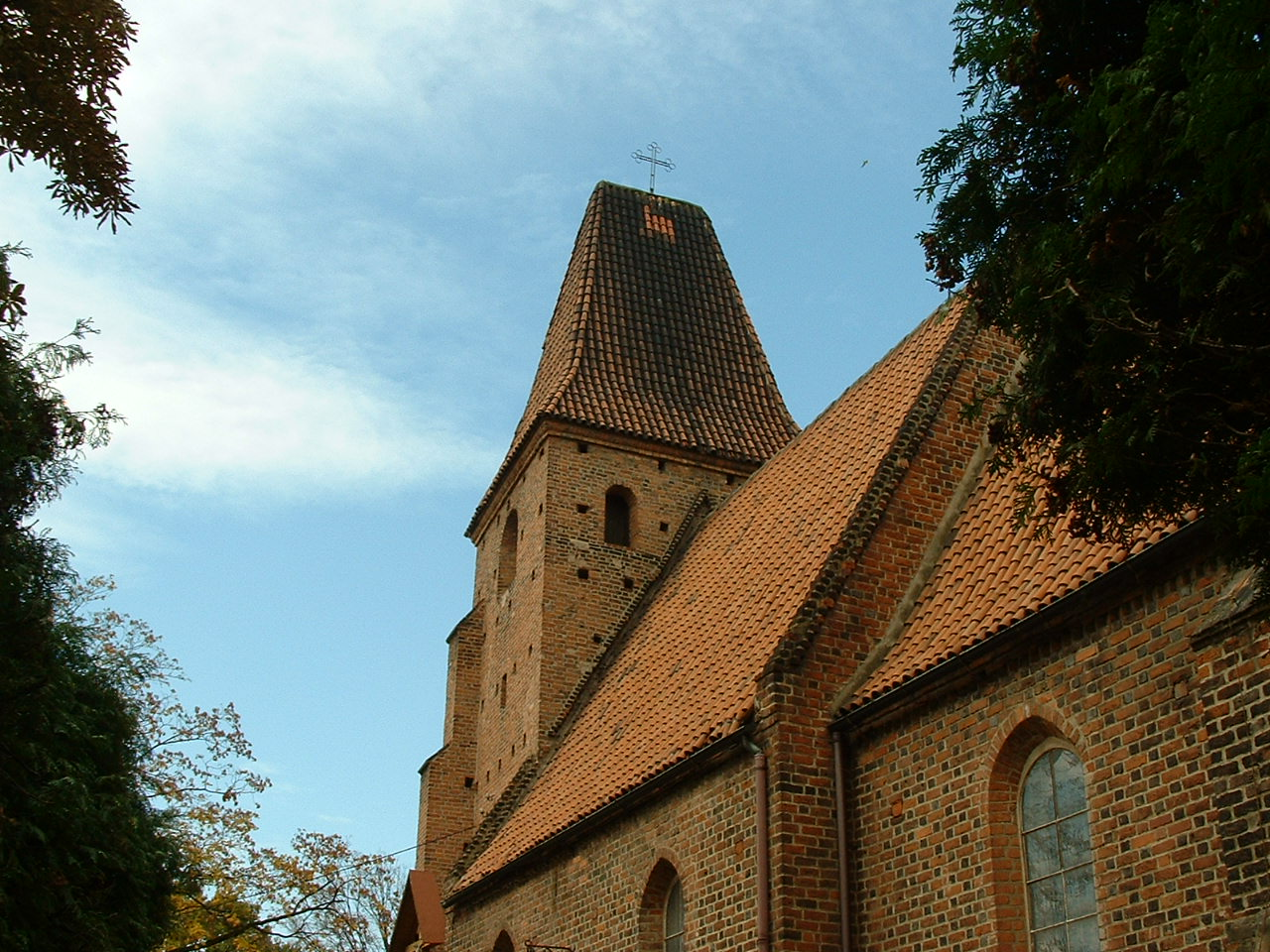
Wieża kościoła w Żernikach
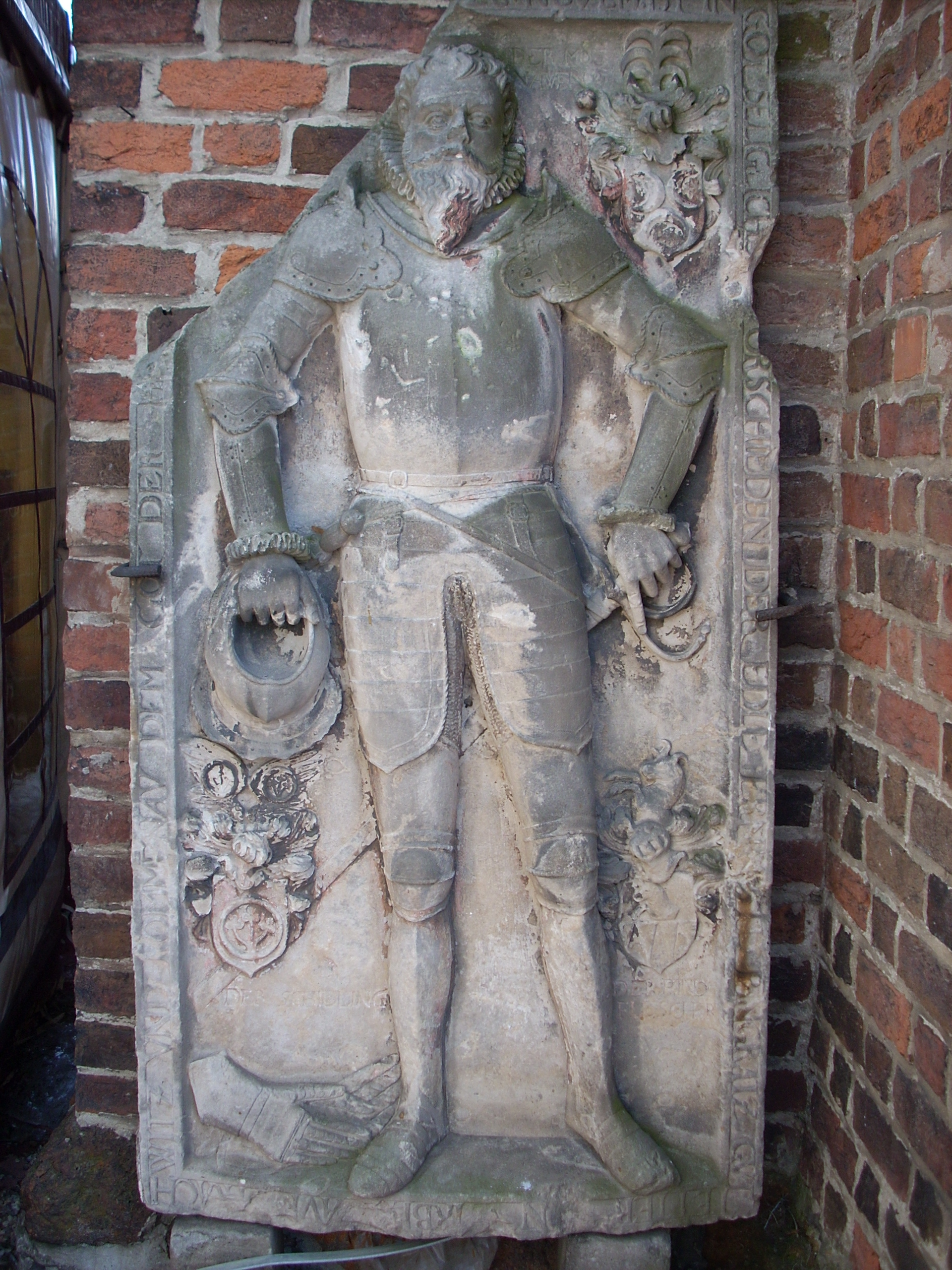
Płaskorzeźba rycerska
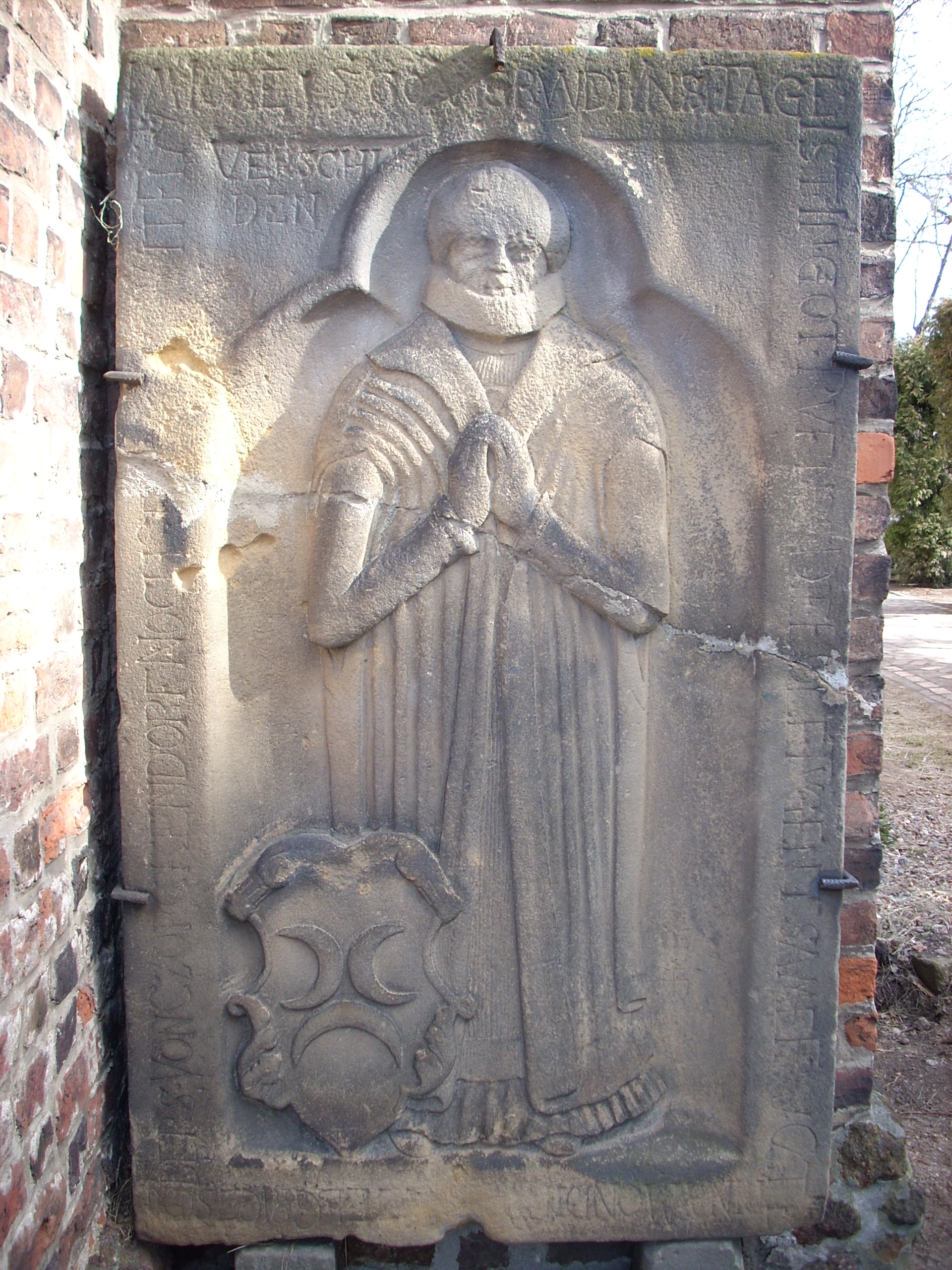
Płaskorzeźba rycerska
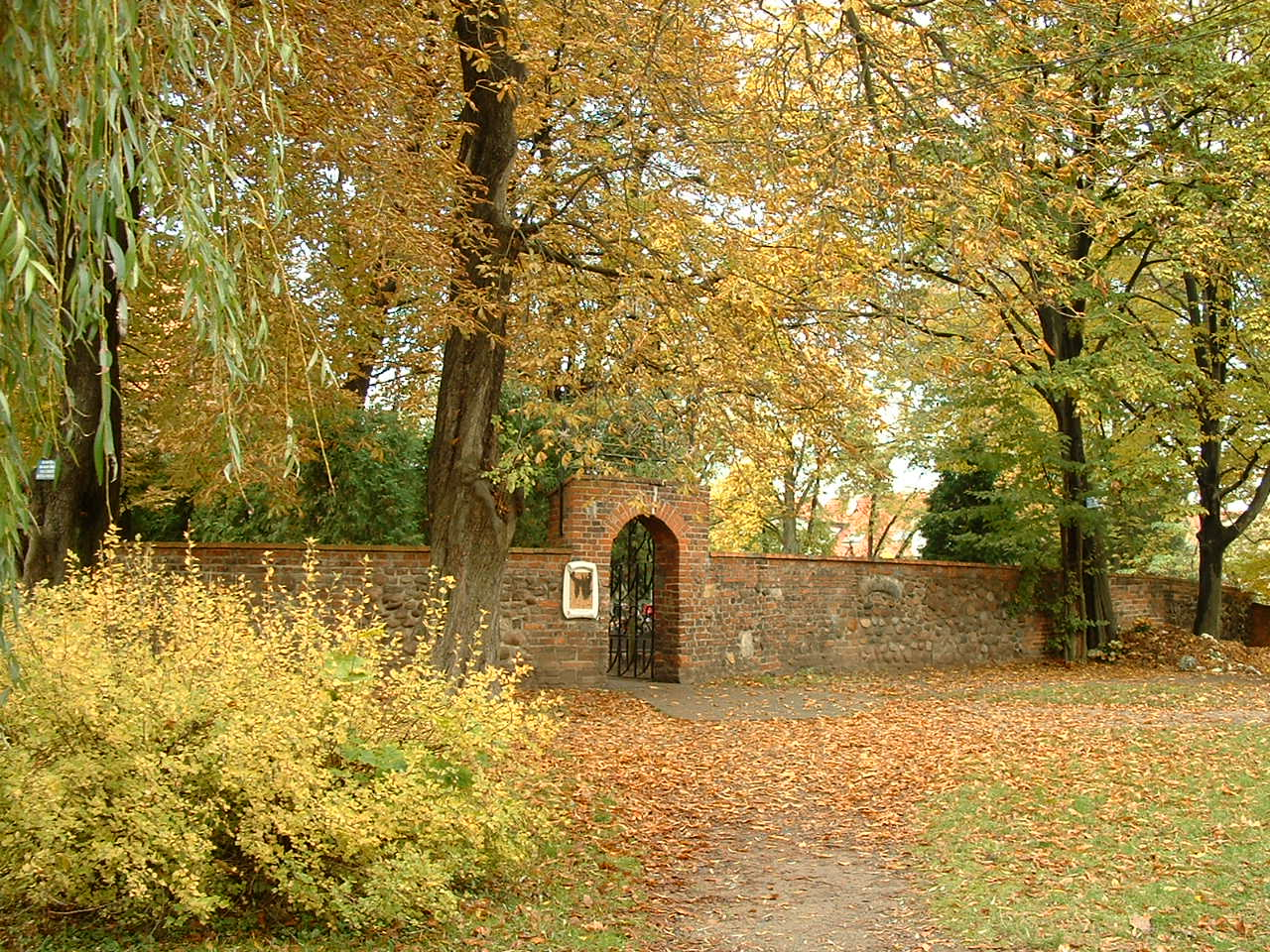
Brama tylna kościoła w Żernikach